# A.J. Griffin
Adrian Darnell Griffin jr., detto A.J. (Dallas, 25 agosto 2003), è un ex cestista statunitense, professionista nella NBA.

## Biografia
È il figlio dell'allenatore ed ex cestista Adrian Griffin.

## Carriera
Dopo aver trascorso una stagione con i Duke Blue Devils, nel 2022 si dichiara per il Draft NBA, venendo selezionato con la tredicesima scelta assoluta dagli Atlanta Hawks.

## Statistiche

### NCAA
| Anno      | Squadra          | PG | PT | MP   | TC%  | 3P%  | TL%  | RP  | AP  | PRP | SP  | PP   |
| --------- | ---------------- | -- | -- | ---- | ---- | ---- | ---- | --- | --- | --- | --- | ---- |
| 2021-2022 | Duke Blue Devils | 39 | 25 | 24,0 | 49,3 | 44,7 | 79,2 | 3,9 | 1,0 | 0,5 | 0,6 | 10,4 |
| Carriera  | Carriera         | 39 | 25 | 24,0 | 49,3 | 44,7 | 79,2 | 3,9 | 1,0 | 0,5 | 0,6 | 10,4 |

#### Massimi in carriera
- Massimo di punti: 27 vs North Carolina-Chapel Hill (5 febbraio 2022)[5]
- Massimo di rimbalzi: 9 vs Notre Dame (31 gennaio 2022)
- Massimo di assist: 4 (2 volte)
- Massimo di palle rubate: 4 vs Virginia Tech (12 marzo 2022)
- Massimo di stoppate: 2 (3 volte)
- Massimo di minuti giocati: 38 vs Wake Forest (15 febbraio 2022)

### NBA

#### Regular Season
| Anno      | Squadra       | PG | PT | MP   | TC%  | 3P%  | TL%  | RP  | AP  | PRP | SP  | PP  |
| --------- | ------------- | -- | -- | ---- | ---- | ---- | ---- | --- | --- | --- | --- | --- |
| 2022-2023 | Atlanta Hawks | 72 | 12 | 19,5 | 46,5 | 39,0 | 89,4 | 2,1 | 1,0 | 0,6 | 0,2 | 8,9 |
| 2023-2024 | Atlanta Hawks | 20 | 0  | 8,6  | 29,0 | 25,6 | 100  | 0,9 | 0,3 | 0,1 | 0,1 | 2,4 |
| Carriera  | Carriera      | 92 | 12 | 17,1 | 44,7 | 37,2 | 89,8 | 1,9 | 0,8 | 0,5 | 0,2 | 7,5 |

#### Massimi in carriera
- Massimo di punti: 24 (2 volte)[5]
- Massimo di rimbalzi: 7 (2 volte)
- Massimo di assist: 4 vs Denver Nuggets (4 febbraio 2023)
- Massimo di palle rubate: 3 (5 volte)
- Massimo di stoppate: 2 (2 volte)
- Massimo di minuti giocati: 40 vs Chicago Bulls (11 dicembre 2022)

## Palmarès
- McDonald's All-American (2021)